# Zeche Julius Philipp
Die Zeche Julius Philipp war ein Steinkohlen-Bergwerk im Bochumer Stadtteil Wiemelhausen.

## Julius Philipp Erbstollen
Die Zeche geht auf Julius Philipp Heintzmann zurück, nach dem der Julius-Philipp-Erbstollen benannt wurde, der 1783 im Lottental zur Wasserlösung mehrerer Flöze gemutet wurde. Bis zur Verleihung des Erbstollens erschürfte die Gewerkschaft Julius Philipp noch die drei Flöze Mathildenglück, Otto und Dicker Michel. 1838 erfolgte endlich die Verleihung des Erbstollens.

## Zeche Glücksburg
Die erste Muthung ist von 1766 auf ein Flöz, das früher unter dem Namen Alte Mißgunst gebaut worden war. 1767 wurde die Anlage eines Tiefen Stollens, des neuen Glücksburger Stollens genehmigt.  1834 wurde die Zeche Glücksburg mit der Zeche Gute und Neue Hoffnung zur Zeche Vereinigte Glücksburg konsolidiert. Dieser Gewerkschaft wurde für den neuen Glücksburger Stollen sodann auch das Erbstollenrecht verliehen. Diese Bergwerke lagen im Lottental.
1844 wurden der Gewerkschaft auch zur Hälfte des Egmont Erbstollens verliehen, der 1848 mit der Zeche vereinigt wurde. Der neue Name war nun wieder Zeche Glücksburg.

## Vereinigung
Erst 1863 wurde durch Konsolidation mit der Gewerkschaft der Zeche Glücksburg die Zeche Julius Philipp gegründet. Die alten Schächte von Glücksburg, Schacht Heintzmann und Schacht Anna, wurden Förderschächte des Bergwerks.

## Historie
Schon 1869 besaß sie einen eigenen Bahnanschluss zum 3 km entfernten Bahnhof Laer der Bergisch-Märkischen Eisenbahn-Gesellschaft (BME); die Strecke dient heute als Fußweg. Gefördert wurden Hausbrand- und Kokskohlen. Zur Herstellung von Koks besaß die Zeche 50 Koksöfen. Der bis heute erhalten gebliebene Malakow-Turm wurde 1877 über dem neuen Förderschacht errichtet. Die älteren Schächte blieben weiterhin als Wetterschächte erhalten.
Trotz schlechter Aufschlüsse in der 4. Tiefbausohle wurden noch um 1900 die Übertageanlagen erneuert. Es wurde eine neue Fördermaschine mit eisernem Schachtgerüst über Schacht II sowie eine neue Wäsche und Brikettfabrik errichtet. 1904 wurde das Grubenfeld von der Arenberg‘sche Actiengesellschaft für Bergbau und Hüttenbetrieb übernommen. Die Schächte wurden weiter genutzt, jedoch die Förderung 1905 eingestellt, da die neuen Eigentümer nicht an der Kohlenförderung, sondern an ihrer Verkaufsbeteiligung im Kohlensyndikat interessiert waren. In dieser ersten großen Stilllegungsphase des Ruhrbergbaus nach der Jahrhundertwende mussten sich viele Wiemelhauser Bergleute einen neuen Job suche, da auch andere Bergwerke in der Umgebung schlossen. In den 1920er-Jahren wurden die Tagesanlagen der Zeche Julius Philipp abgerissen. Der Malakowturm diente bis 1962 als Wetterschacht der Zeche Prinz Regent.

## Gegenwart
Nach einem entsprechenden Aufruf der Zeitschrift Bauwelt 1969 wurde der Malakow-Turm im Jahr 1973 durch die Ruhr-Universität Bochum im Zuge der Rettungsmaßnahmen von Industriedenkmalen übernommen. Er wurde 1987 unter Denkmalschutz gestellt. Der Turm ist einer von vierzehn erhaltenen Malakowtürmen, davon vier auf Bochumer Stadtgebiet.
Heute befindet sich in dem Malakowturm das Institut für Medizingeschichte der Ruhr-Universität Bochum mit einer sehenswerten medizinhistorischen Sammlung. Dafür wurde der Turm 1989/90 umgebaut. Die Sammlung wurde zum 25. Jubiläum der Ruhr-Universität eröffnet.
An der Straße Eichenweg ist noch das Maschinenhaus aus dem Jahr 1855 von Schacht Anna der Zeche Glücksburg vorhanden und steht ebenfalls unter Denkmalschutz. Es wurde mittlerweile zu einem Wohnhaus umgebaut. Es befindet sich (Stand 2022) in einem desolaten Zustand.

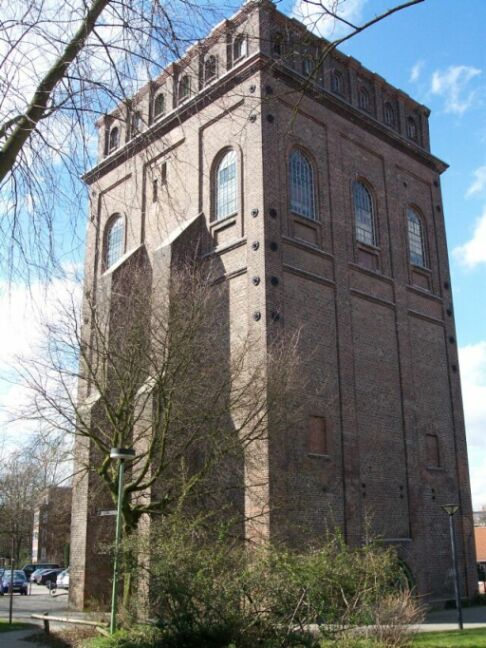
Malakow-Turm
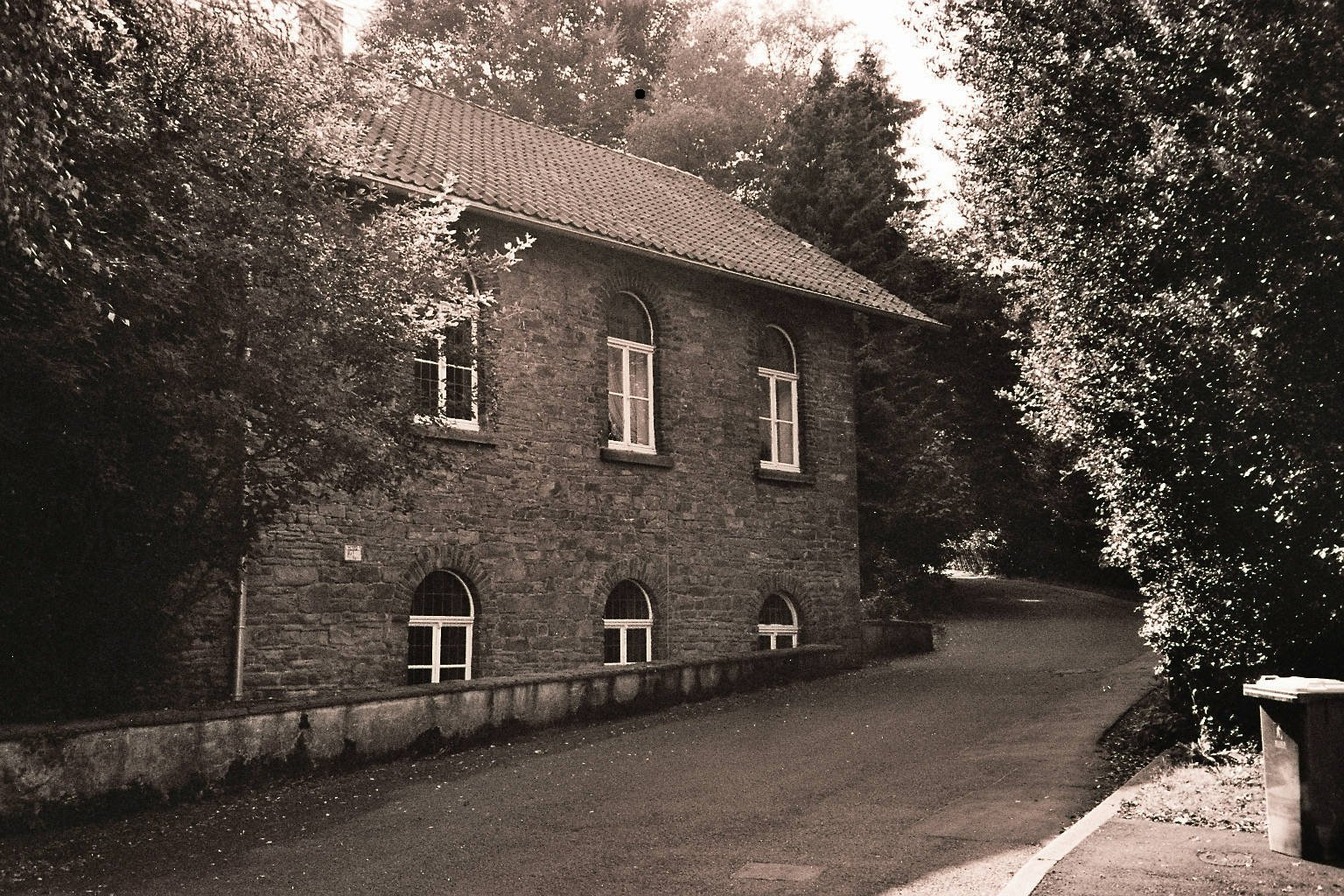
Schacht Anna